# Aegithina tiphia
Aegithina tiphia е вид птица от семейство Aegithinidae. Видът е незастрашен от изчезване.

## Разпространение
Разпространен е в Бангладеш, Бутан, Бруней, Камбоджа, Китай, Индия, Индонезия, Лаос, Малайзия, Мианмар, Непал, Пакистан, Филипините, Сингапур, Шри Ланка, Тайланд и Виетнам.